# Washington Luís Pereira de Sousa
Washington Luís Pereira de Sousa (Macaé, 26 ottobre 1869 – San Paolo, 4 agosto 1957) è stato un politico brasiliano.

## Biografia
Fu presidente del Brasile dal 15 novembre 1926 al 24 ottobre 1930. La sua famiglia era di origine romaní, proveniente dal Portogallo (etnia Kalé). Si crede che sia stato la prima persona al mondo di origine romaní ad essere eletta come presidente.
Esponente del Partito repubblicano paulista, Pereira de Sousa fu prefetto della città di San Paolo (1914-1919), governatore dello Stato di San Paolo (1920-1924), quindi senatore federale (1924-1926), infine fu eletto presidente della repubblica nel 1926.
Tollerò le persecuzioni dei parlamentari del Minas Gerais e della Paraíba, guidati da Antônio Carlos de Andrade e João Pessoa (nipote del presidente Epitácio Pessoa). Nel 1927 scatenò la repressione anticomunista e, col pretesto di perseguire i comunisti, fece approvare una legge, proposta da Aníbal Toledo, che restringeva la libertà di pensiero e di espressione (Lei celerada).
Il crollo mondiale del prezzo del caffè e la grande crisi del 1929 colpirono duramente l'economia brasiliana, scatenando nuove agitazioni sociali. Accusato di sostenere gli interessi paulisti, peggiorò ulteriormente la propria posizione appoggiando la candidatura presidenziale del governatore del San Paolo, Júlio Prestes de Albuquerque, portando così i rappresentanti di Minas Gerais, Rio Grande do Sul e Paraíba a riunirsi nell'Aliança Nacional Liberal (ANL), che candidò Getúlio Vargas (presidente) e Pessoa (vicepresidente). La vittoria di Prestes e l'assassinio di Pessoa (26 luglio 1930), portarono all'insurrezione di Vargas, appoggiato dai militari, nel Rio Grande do Sul (3 ottobre). Pereira de Sousa proclamò lo stato d'assedio (5 ottobre 1930), ma il 24 ottobre dovette fuggire in esilio e tornò solo dopo la caduta del regime varghista. Fu membro della Massoneria.
Il suo governo fu l'ultimo della Prima Repubblica (1889-1930).

## Ascendenza
|                                        |                                          |                                                                    | Genitori                                                    |  |  | Nonni |  |  | Bisnonni           |  |  | Trisnonni             |  |
|                                        |                                          |                                                                    |                                                             |  |  |       |  |  | José Luís de Sousa |  |  | Antonio de Sousa Luís |  |
|                                        |                                          |                                                                    |                                                             |  |  |       |  |  | José Luís de Sousa |  |  | Antonio de Sousa Luís |  |
|                                        |                                          | Antonia Luiza de Souza                                             |                                                             |  |  |       |  |  | José Luís de Sousa |  |  |                       |  |
| Luís Pereira de Sousa                  |                                          |                                                                    |                                                             |  |  |       |  |  | José Luís de Sousa |  |  |                       |  |
|                                        |                                          | Maria Joaquina do Nascimento                                       | Luiz Nunes Pereira                                          |  |  |       |  |  |                    |  |  |                       |  |
|                                        |                                          | Maria Joaquina do Nascimento                                       | Luiz Nunes Pereira                                          |  |  |       |  |  |                    |  |  |                       |  |
|                                        |                                          | Maria Joaquina do Nascimento                                       | Maria Perpétua do Nascimento                                |  |  |       |  |  |                    |  |  |                       |  |
| Joaquim Luís Pereira de Sousa          |                                          | Maria Joaquina do Nascimento                                       |                                                             |  |  |       |  |  |                    |  |  |                       |  |
|                                        |                                          | …                                                                  | …                                                           |  |  |       |  |  |                    |  |  |                       |  |
|                                        |                                          | …                                                                  | …                                                           |  |  |       |  |  |                    |  |  |                       |  |
|                                        |                                          | …                                                                  | …                                                           |  |  |       |  |  |                    |  |  |                       |  |
| Maria Carlota de Viterbo e Souza       |                                          | …                                                                  |                                                             |  |  |       |  |  |                    |  |  |                       |  |
|                                        |                                          | …                                                                  | …                                                           |  |  |       |  |  |                    |  |  |                       |  |
|                                        |                                          | …                                                                  | …                                                           |  |  |       |  |  |                    |  |  |                       |  |
|                                        |                                          | …                                                                  | …                                                           |  |  |       |  |  |                    |  |  |                       |  |
| Washington Luís Pereira de Sousa       |                                          | …                                                                  |                                                             |  |  |       |  |  |                    |  |  |                       |  |
|                                        | Miguel de Sá Moutinho Pinto de Magalhães | Domingos Pinto de Magalhães                                        |                                                             |  |  |       |  |  |                    |  |  |                       |  |
|                                        | Miguel de Sá Moutinho Pinto de Magalhães | Domingos Pinto de Magalhães                                        |                                                             |  |  |       |  |  |                    |  |  |                       |  |
|                                        | Miguel de Sá Moutinho Pinto de Magalhães | Comba de Sá Moutinho                                               |                                                             |  |  |       |  |  |                    |  |  |                       |  |
| Francisco de Sá Pinto de Magalhães     | Miguel de Sá Moutinho Pinto de Magalhães |                                                                    |                                                             |  |  |       |  |  |                    |  |  |                       |  |
|                                        |                                          | Antónia de Matos                                                   | Antonio de Mattos                                           |  |  |       |  |  |                    |  |  |                       |  |
|                                        |                                          | Antónia de Matos                                                   | Antonio de Mattos                                           |  |  |       |  |  |                    |  |  |                       |  |
|                                        |                                          | Antónia de Matos                                                   | Luísa de Araújo                                             |  |  |       |  |  |                    |  |  |                       |  |
| Florinda Ludgera de Sá Pinto Magalhães |                                          | Antónia de Matos                                                   |                                                             |  |  |       |  |  |                    |  |  |                       |  |
|                                        |                                          | Francisco Afonso de Menezes de Sousa Coutinho I marchese di Maceió | Rodrigo Domingos de Sousa Coutinho, I conte di Linhares     |  |  |       |  |  |                    |  |  |                       |  |
|                                        |                                          | Francisco Afonso de Menezes de Sousa Coutinho I marchese di Maceió | Rodrigo Domingos de Sousa Coutinho, I conte di Linhares     |  |  |       |  |  |                    |  |  |                       |  |
|                                        |                                          | Francisco Afonso de Menezes de Sousa Coutinho I marchese di Maceió | Gabriella Maria Ignazia Asinari dei marchesi di San Marzano |  |  |       |  |  |                    |  |  |                       |  |
| Luiza Carlota Meneses de Sá Coutinho   |                                          | Francisco Afonso de Menezes de Sousa Coutinho I marchese di Maceió |                                                             |  |  |       |  |  |                    |  |  |                       |  |
|                                        |                                          | Guilhermina Adelaide Carneiro Leão, marchesa di Maceió             | José Fernando Carneiro Leão, conte di Vila Nova de São José |  |  |       |  |  |                    |  |  |                       |  |
|                                        |                                          | Guilhermina Adelaide Carneiro Leão, marchesa di Maceió             | José Fernando Carneiro Leão, conte di Vila Nova de São José |  |  |       |  |  |                    |  |  |                       |  |
|                                        |                                          | Guilhermina Adelaide Carneiro Leão, marchesa di Maceió             | Gertrudes Angélica Pedra                                    |  |  |       |  |  |                    |  |  |                       |  |
|                                        |                                          | Guilhermina Adelaide Carneiro Leão, marchesa di Maceió             |                                                             |  |  |       |  |  |                    |  |  |                       |  |